# Rhinoclemmys
Rhinoclemmys és un gènere de tortugues de la família Geoemydidae, propi de la regió Neotropical.

## Taxonomia
- Rhinoclemmys annulata - tortuga de terra marró.
- Rhinoclemmys diademata - tortuga de bosc de Maracaibo.
- Rhinoclemmys funerea - tortuga negra.
- Rhinoclemmys melanosterna - tortuga de bosc colombiana.
- Rhinoclemmys nasuta - tortuga de bosc de nas llarg.
- Rhinoclemmys pulcherrima - tortuga de Castella.
  - Rhinoclemmys pulcherrima incisa - tortuga de bosc incisa.
- Rhinoclemmys punctularia - tortuga de potes clapejades.
- Rhinoclemmys rubida - tortuga mexicà clapejat.